# Sigurd Lindeborg
Sigurd Esaias Lindeborg, född 24 augusti 1885 i Remmene församling, Älvsborgs län, död 28 maj 1944 i Östra Grevie församling, Malmöhus län, var en svensk skolledare.
Lindbeborg blev student vid Uppsala universitet 1905 och filosofie kandidat 1912. Han var andre lärare vid Ölands folkhögskola 1912–14, blev förste lärare vid Oxie och Skytts härads folkhögskola i Östra Grevie 1915 och var föreståndare där 1917–44.